# Авторський договір
Авторський договір — це консенсуальна угода у галузі права інтелектуальної власності (авторського права), за якою автор або правонаступники передають готовий твір певній організації для використання або автор бере на себе обов'язок створити певний твір і передати його для використання обумовленим у договорі способом.
Відповідно до законодавства України, особі, що має авторське право, належить виключне право надавати іншим особам дозвіл на використання твору будь-яким способом або всіма відомими способами на основі авторського договору. З іншого боку, використання твору будь-якою особою дозволяється виключно на основі авторського договору, за винятком випадків, коли допускається вільне використання твору.
Розрізняють такі види авторських договорів:
- Про передачу виключного права на використання твору: власник авторського права передає іншій (тільки одній) особі право використовувати твір певним способом, а також передає право дозволяти або забороняти використання цього твору іншим особам. При цьому за володільцем авторського права залишаються лише права, що не передаються (невідчужувані).
- Про передачу невиключного права на використання твору: власник авторського права на твір передає іншій особі право використовувати твір певним способом і у встановлених межах. При цьому за особою, яка передає невиключне право, зберігається право на використання твору і на передачу невиключного права на використання твору іншим особам.
- За авторським договором замовлення автор зобов'язується створити у майбутньому твір відповідно до умов цього договору і передати його замовникові. Договором може передбачатися виплата замовником авторові авансу як частини авторської винагороди.

Права на використання твору вважаються невиключними, якщо у договорі не вказано інше.
Можливі такі способи використання твору (невичерпний перелік):
1. Відтворення творів.
2. Публічне виконання й публічне сповіщення творів.
3. Публічна демонстрація і публічний показ.
4. Будь-яке повторне оприлюднення творів, якщо воно здійснюється іншою організацією, ніж та, що здійснила перше оприлюднення.
5. Переклади творів.
6. Переробки, адаптації, аранжування та інші подібні зміни творів.
7. Включення творів як складових частин до збірників, антологій, енциклопедій тощо.
8. Розповсюдження творів шляхом першого продажу, відчуження іншим способом або шляхом здавання в майнові найми чи в прокат та шляхом іншої передачі до першого продажу примірників твору.
9. Подання своїх творів до загального відома публіки таким чином, що її представники можуть здійснити доступ до творів з будь-якого місця й у будь-який час за їх власним вибором.
10. Здавання в майнові найми або комерційний прокат після першого продажу, відчуження іншим способом оригіналу або примірників аудіовізуальних творів, комп'ютерних програм, баз даних, музичних творів у нотній формі, а також творів, зафіксованих у фонограмі чи відеограмі або у формі, яку зчитує комп'ютер.
11. Імпорт примірників творів.